# Letters to Cleo
Letters to Cleo foi uma banda alternativa de rock de Boston, Massachusetts (embora começaram originalmente como uma banda de ska). A banda foi composta dos membros Michael Eisenstein, Kay Hanley, Stacy Jones, Greg McKenna, Scott Riebling, e Tom Polce. Seu nome veio do fato que Hanley teve uma pen pal nomeada Cleo quando era mais nova, embora as cartas que escreveu voltassem frequentemente. Hanley guardou-as em uma caixa debaixo de sua cama chamada "cartas para Cleo”, e aconteceu de se lembrarem da caixa quando a banda pensava em um nome.
A faixa foi dada forma em 1990 por Greg Mckenna e por Kay Hanley, das cinzas de sua banda anterior, Rebbecca Lula. Depois de muitas mudanças de membros, a formação da banda se solidificou. Incluíram Hanley e Mckenna, Mike Eisenstein na guitarra, Stacy Jones na bateria e Scott Riebling no baixo. Após anos tocando no circuito do clube de Boston, indcluindo o "TT The Bears Place"e o "Rathskellar", Letters lançou seu primeiro disco, o Aurora Alice Gory pela CherryDisc em 1993.
Eles tiveram seu primeiro grande sucesso alcançado com o single "Here & Now" e a música estaria depois na trilha sonora de Melrose Place, onde ganhou mais exposição. A música alcançou o segundo lugar na Billborad.
Em 1995, Wholesale Meats and Fish foi lançado e seguido por grandes turnês com Our Lady Peace, Sponge, Neds Atomic Dustbin e outros. O single "Awake" foi lançado e conseguiu grande veiculação na rádio alternativa. A banda também gravou um cover de The Cars, a música "The Dangerous Type" para uma grande produção, Jovens Bruxas.
Em 1997, Stacy Jones deixou a banda para entrar no Veruca Salt e foi substituída por Tom Polce. No mesmo ano, o terceiro álbum de Letters "Go" foi lançado. Após uma pequena turnê, Polce deixou a banda e foi substituído pelo baterista Jason Sutter. Mais tarde em 1997, Letters to Cleo fechou contrato com sua gravadora Giant/Revolution.
1998 houve o lançamento de uma demo recente e B-sides em formato de EP intitulado "Sister" pela Wicked Disc.
Letters to Cleo apareceu no filme 10 Coisas que eu odeio em você em 1999 (a personagem principal os considerava sua banda favorita). Eles contribuíram com três músicas para o filme, incluindo a versão original "Come On", um cover de Cheap Trick  (I Want You to Want Me) e um cover de Nick Lowe (Cruel to Be Kind). As covers apareceram na trilha sonora do filme, mas "Come On" não, então foi lançada para download em MP3 no [site da banda]. Durante o mesmo ano, Letters abriu um show de Cheap Trick no The Paradise club em Boston.
A banda fez seu último show em 4 de maio 2000, para ajudar um amigo que os ajudou muito, Mikey D. Eles anunciaram seu fim no Boston Globe no mês seguinte. A maioria dos membros da banda estão envolvidos hoje em carreiras solo. A mais notável é a de Kay Hanley, que produziu o álbum Cherry Marmalade em 2002 e o EP The Babydoll em 2004.
O baterista Stacy Jones saiu para formar a American Hi-Fi com seus amigos músicos de Boston Drew Parsons, Jamie Arentzen e Brian Nolan.
Scott Riebling entrou para o lado de produtor musical e agora é um grande engenheiro e produtor.
O membro co-fundador Greg Mckenna está atualmente terminando seu trabalho num projeto solo, Murder Capitol of the World. O álbum tem previsão para 2007.

## Membros
- Kay Hanley - vocais
- Greg McKenna - guitarra, backing vocais
- Michael Eisenstein - guitarra, teclado, backing vocais
- Scott Riebling - baixo, backing vocais
- Stacy Jones - bateria
- Tom Polce - bateria

A volta de 2009
A banda se reuniu para uma turnê, na qual estão fazendo muitos show's em Boston,Dallas etc..

## Discografia
- 1990 -Letters to Cleo (EP)
- 1993 - Aurora Alice Gory lançamento original em fita K7 e CD por CherryDisc, re-lançado em 1994 em CD somente por GiantRecords
- 1995 - Wholesale Meats and Fish Warner
- 1997 - Go! Warner
- 1998 - Sister lançado em fita somente em 1991 pela Rebecca Lula Records, relançado em 1998 em CD pela Wicked Disc.
- 2016 - Back to Nebraska (EP)